# Józefa Bąkowska
Józefa Jaxa-Bąkowska, z domu Cybulska, ps. „Szczęsna”, (ur. 15 lutego 1861 we Wrocławiu, zm. 24 lutego 1933 w Warszawie) – polska poetka, nowelistka i publicystka.

## Życiorys
Józefa Bąkowska urodziła się we Wrocławiu jako córka Wojciecha Cybulskiego, literaturoznawcy, profesora Uniwersytetu Wrocławskiego i Józefy z Machczyńskich. Uczęszczała do żeńskiego Seminarium Nauczycielskiego w Krakowie, które ukończyła w 1881, do 1883 studiowała literaturę niemiecką i estetykę w Dreźnie. Po studiach przebywała w Odessie gdzie pracowała jako nauczycielka języków obcych i historii w domach magnackich. W 1895 wyszła za mąż za lekarza Ludwika Jaxę-Bąkowskiego. Po ślubie przeniosła się do Warszawy.
Zadebiutowała jeszcze w trakcie nauki w roku 1880. Publikowała swoje utwory w wielu czasopismach m.in. w Bluszczu (1884-88), Tygodniku Ilustrowanym (1886-88), Echu Muzycznym, Teatralnym i Artystycznym (1887-89), Kłosach (1887-88), Gazecie Narodowej (1893-95), Kraju (1894-95), Tygodniu, dodatku do Kuriera Lwowskiego (1894-96). Była redaktorką Bluszczu w latach 1896-1901, i Dobrej Gospodyni w 1903-1905. 
Była działaczką społeczną, filantropką i propagatorką emancypacji kobiet. Prowadziła kursy dokształcające dla kobiet. Była przewodniczącą towarzystwa opieki nad sierotami i dziećmi z patologicznych rodzin. 
Na początku XX wieku państwo Jaxa-Bąkowscy zakupili pensjonat „Gryf” w Konstancinie-Jeziorna. Pensjonat, z powodu działalności gospodyni, był często miejscem spotkań działaczek ruchu kobiecego, społeczników i literatów.
Zmarła w Warszawie 24 lutego 1933.

## Twórczość
- Przelotne chmury. Poezje prozą (1892)[1]
- Poezje(1894)[2]